# کنوانسیون روتردام

کنوانسیون روتردام (به‌طور رسمی، کنوانسیون روتردام در مورد رویه رضایت قبلی آگاهانه برای برخی از مواد شیمیایی خطرناک و سموم دفع آفات در تجارت بین‌المللی) یک معاهده چندجانبه برای ارتقاء مسئولیت‌های مشترک در رابطه با واردات مواد شیمیایی خطرناک است. این کنوانسیون باعث تبادل اطلاعات آزاد می‌شود و از صادرکنندگان مواد شیمیایی خطرناک برای استفاده از برچسب زدن مناسب استفاده می‌کند، شامل دستورالعمل‌های لازم برای استفاده ایمن و اطلاع‌رسانی به خریداران از هرگونه محدودیت یا ممنوعیت شناخته شده‌است. کشورهای امضاکننده می‌توانند تصمیم بگیرند که اجازه واردات مواد شیمیایی ذکر شده در این پیمان را مجاز یا ممنوع اعلام کنند، و کشورهای صادرکننده موظف هستند از صلاحیت تولیدکنندگان خود اطمینان حاصل کنند.
در سال ۲۰۱۲، دبیرخانه‌های کنوانسیون‌های بازل و استکهلم و همچنین بخشی از برنامه محیط زیست سازمان ملل متحد (UNEP) از دبیرخانه کنوانسیون روتردام، در خدمت سه دبیرخانه به یک دبیرخانه واحد ادغام شدند.
نهمین نشست کنفرانس روتردام از ۲۹ آوریل تا ۱۰ مه ۲۰۱۹ در ژنو، سوئیس برگزار شد.

## مواد تحت پوشش این کنوانسیون
- ۲٬۴،5-T و نمک و استرهای آن
- الکلر
- آلدیکارب
- آلدرین
- پنبه نسوز - اکتینولیت، آنتوفیلیت، Amosite, Crocidolite و ترمولیت تنها
- بنومیل (فرمول‌های خاص)
- Binapacryl
- کپتافول
- کربوفوران (فرمول‌های خاص)
- کلردان
- کلردی‌مفورم
- کلروبنزیلات
- ددت
- دی الدرین
- دی‌نیترو-اورتو-کرزول و نمکهای آن
- دینوسب و نمکها و استرهای آن
- ۱٬۲-دیبرمو اتان (EDB)
- آندوسولفان
- ۲٬۱-دی‌کلرواتان
- اتیلن اکساید
- فلوئوراستامید
- هگزاکلروسیکلو هگزان (ایزومرهای مختلط)
- هپتاکلر
- هگزاکلروبنزن
- گامابنزن هگزاکلراید
- ترکیبات جیوه از جمله ترکیبات جیوه غیر آلی و آلی فلزی
- متامیدوفوس (فرمول‌های خاص)
- متیل پاراتیون (فرمول‌های خاص)
- مونوکروتوفوس
- پاراتیون
- پنتاکلرو فنل و نمکها و استرهای آن
- فسفامیدون (فرمول‌های خاص)
- بی فنیل‌های پلیمری (PBB)
- بیفنیل پلی‌کلر شده (PCB)
- ترفنیل‌های پلی کلر دار (PCT)
- تترااتیل‌سرب
- سرب تترامتیل
- تیرام (فرمول‌های خاص)
- توکسافن
- ترکیبات تریبوتیلین
- تریس (۲٬۳-دیبروموپروپیل) فسفات (TRIS)

## موادی که علاوه بر کنوانسیون پیشنهاد شده‌اند
کمیته بررسی شیمیایی کنوانسیون روتردام تصمیم گرفت به هفتمین کنفرانس نشست احزاب در سال ۲۰۱۵ توصیه کند که لیست مواد شیمیایی زیر را در پیوست III کنوانسیون در نظر بگیرد:
- آزبست کرایزوتیل (بحث از جلسه قبلی کنفرانس احزاب به تعویق افتاد).
- فنتیون (فرمولاسیون بسیار کم حجم (ULV) در یا بیشتر از ۶۴۰ گرم ماده فعال / L)
- فرمولاسیون مایع (کنسانتره قابل امولسیون و کنسانتره محلول) حاوی دی کلرید پاراکوات در یا بالاتر از ۲۷۶ گرم در لیتر، مربوط به یون پاراکوات در یا بالاتر از ۲۰۰ گرم در لیتر
- تریکلورفون

## احزاب دولتی
از اکتبر سال ۲۰۱۸، این کنوانسیون ۱۶۱ حزب دارد که شامل ۱۵۸ فهرست کشورهای عضو سازمان ملل متحد، جزایر کوک، دولت فلسطین و اتحادیه اروپا می‌شود. کشور غیر عضو شامل ایالات متحده است.

## بحث در مورد آزبست کرایزوتیلی
در جلسه کنوانسیون روتردام در سال ۲۰۱۱ در ژنو، نمایندگان کانادا با امتناع از اجازه افزودن الیاف آزبست کریزوتیل به کنوانسیون روتردام، بسیاری را غافلگیر کردند. قرار است جلسات دادرسی در آینده در اتحادیه اروپا برای ارزیابی موقعیت کانادا و تصمیم‌گیری در مورد احتمال یک دوره مجازات عملی انجام شود.
در ادامه اعتراض خود، کانادا تنها کشور گروه هشت است که مخالف این لیست است. قرقیزستان، قزاقستان و اوکراین نیز اعتراض کردند. ویتنام همچنین اعتراض کرده بود. در موضع‌گیری، دولت کانادا در تضاد با هند قرار گرفت
بسیاری از سازمان‌های غیردولتی به‌طور علنی نسبت به تصمیم کانادا برای ممانعت از این موارد انتقاد کرده‌اند.
در سپتامبر ۲۰۱۲، وزیر صنعت کانادا کریستین پارادیس اعلام کرد که دولت کانادا دیگر با گنجاندن کریزوتیل در کنوانسیون مخالفت نخواهد کرد.
هشت کشور از بزرگترین کشورهای تولیدکننده و صادر کننده کرایزوتیل با چنین اقدامی در کنفرانس احزاب روتردام در سال ۲۰۱۵ مخالفت کردند: روسیه، قزاقستان، هند، قرقیزستان، پاکستان، کوبا و زیمبابوه.